# USS Tuscaloosa (CA-37)
O USS Tuscaloosa foi um navio cruzador pesado operado pela Marinha dos Estados Unidos e a quarta embarcação da Classe New Orleans, depois do USS New Orleans, USS Astoria e USS Minneapolis, e seguido pelo USS San Francisco, USS Quincy e USS Vincennes. Sua construção começou em setembro de 1931 na New York Shipbuilding Corporation e foi lançado ao mar em novembro de 1933, sendo comissionado na frota norte-americana em agosto de 1934. Era armado com uma bateria principal composta por nove canhões de 203 milímetros em três torres de artilharia triplas, tinha um deslocamento de mais de doze mil toneladas e conseguiu alcançar uma velocidade máxima de 32 nós.
O Tuscaloosa passou seus primeiros anos de serviço na Costa Oeste dos Estados Unidos participando de diversos exercícios e treinamentos com o resto da frota. Ele passou para a Costa Leste no início de 1939 e iniciou patrulhas de neutralidade perto do litoral norte-americano depois do início da Segunda Guerra Mundial em setembro. Em dezembro o cruzador perseguiu o transatlântico alemão SS Columbus, resgatando sobreviventes depois do navio ter sido deliberadamente afundado. O Tuscaloosa transportou o presidente Franklin D. Roosevelt para uma viagem até o Panamá em fevereiro de 1940 e pelo Caribe em dezembro, retornando depois para sua rotina de patrulhas.
Os Estados Unidos entraram na guerra no final de 1941 e em março de 1942 o Tuscaloosa foi reforçar a Frota Doméstica britânica na escolta de comboios para a União Soviética. Depois disso participou da Operação Tocha em novembro, quando bombardeou posições francesas em Casablanca. A embarcação permaneceu no Norte da África até maio de 1943, quando voltou a operar junto com a Frota Doméstica em ações na Noruega até novembro. O cruzador ficou de dezembro de 1943 até junho de 1944 realizando treinamentos perto do litoral norte-americano e então proporcionou suporte de bombardeamento nos Desembarques da Normandia e na subsequente Batalha da Normandia.
O navio foi para a Guerra do Pacífico em janeiro e participou de operações de bombardeamento nas Batalhas de Iwo Jima e Okinawa, sobrevivendo a ataques kamikaze nesta última. Depois da Rendição do Japão em agosto, o Tuscaloosa navegou por portos recém libertados na China e Coreia. O cruzador em seguida ajudou a transportar soldados norte-americanos que estavam lutando na China e em Guadalcanal a voltarem para casa em duas viagem distintas. Ele então seguiu para a Filadélfia, na Pensilvânia, em fevereiro de 1946, quando foi descomissionado. O Tuscaloosa permaneceu na reserva até 1º de março de 1959, quando foi removido do registro naval e vendido para desmontagem.